# Huang Sui
Huang Sui (född 8 januari 1982) är en kinesisk idrottare som tog silver i badminton vid olympiska sommarspelen 2004.